# Liste der Biografien/Doo
Liste der Biografien |
Portal Biografien |
Personensuche
# |
A |
B |
C |
D |
E |
F |
G |
H |
I |
J |
K |
L |
M |
N |
O |
P |
Q |
R |
S |
T |
U |
V |
W |
X |
Y |
Z |
?
 
Da |
Db |
Dc |
Dd |
De |
Dg |
Dh |
Di |
Dj |
Dk |
Dl |
Dm |
Dn |
Do |
Dq |
Dr |
Ds |
Du |
Dv |
Dw |
Dy |
Dz
 
Doa |
Dob |
Doc |
Dod |
Doe |
Dof |
Dog |
Doh |
Doi |
Doj |
Dok |
Dol |
Dom |
Don |
Doo |
Dop |
Doq |
Dor |
Dos |
Dot |
Dou |
Dov |
Dow |
Dox |
Doy |
Doz
Die Liste der Biografien führt alle Personen auf, die in der deutschsprachigen Wikipedia einen Artikel haben. Dieses ist eine Teilliste mit 120 Einträgen von Personen, deren Namen mit den Buchstaben „Doo“ beginnt.

## Doo
- Doo, Hoi Kem (* 1996), chinesische Tischtennisspielerin (Hongkong)

### Doob
- Doob, Eric, US-amerikanischer Jazz-Musiker
- Doob, Joseph L. (1910–2004), US-amerikanischer Mathematiker
- Doob, Leonard (1909–2000), US-amerikanischer Psychologe und Professor

### Dooc
- Doocey, Elizabeth Deirdre, Baroness Doocey (* 1948), britische Politikerin der Liberal Democrats
- Doocey, Matt (* 1972), neuseeländischer Politiker der New Zealand National Party
- Doocy, Fred J. (1913–2017), US-amerikanischer Politiker
- Doocy, Steve (* 1956), US-amerikanischer Fernsehmoderator und Journalist

### Dood
- Doodler, The, US-amerikanischer Mörder
- Doods, Frank (* 1961), deutscher Verwaltungsjurist, Ministerialbeamter und Politiker (SPD)
- Doodson, Arthur (1890–1968), britischer Ozeanograph
- Doody, Alison (* 1966), irisches Model und SchauspielerinAlison Doody (* 1966)

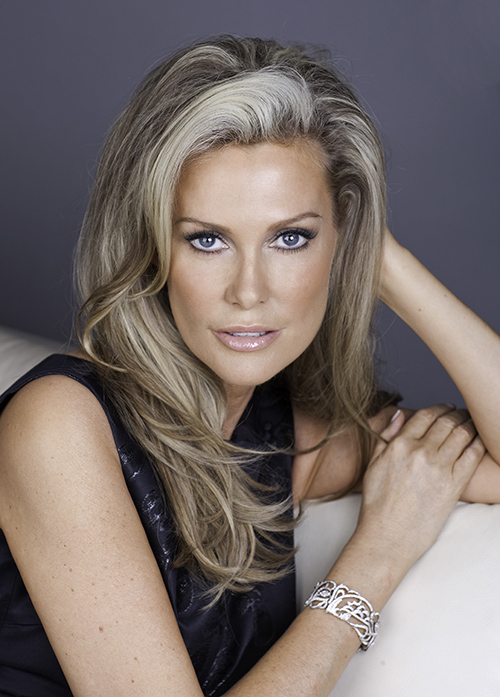
Alison Doody (* 1966)

- Doody, Edward John (1903–1968), australischer Geistlicher und römisch-katholischer Bischof von Armidale
- Doody, Sian (* 1962), walisische Badmintonspielerin

### Doog
- D’Ooge, Benjamin Leonard (1860–1940), US-amerikanischer Klassischer Philologe
- Dooge, James (1922–2010), irischer Politiker und Hochschullehrer
- D’Ooge, Martin Luther (1839–1915), US-amerikanischer Klassischer Philologe

### Dooh
- Doohan, Hunter (* 1994), amerikanischer Schauspieler
- Doohan, Jack (* 2003), australischer Rennfahrer
- Doohan, James (1920–2005), kanadischer SchauspielerJames Doohan (1920–2005)

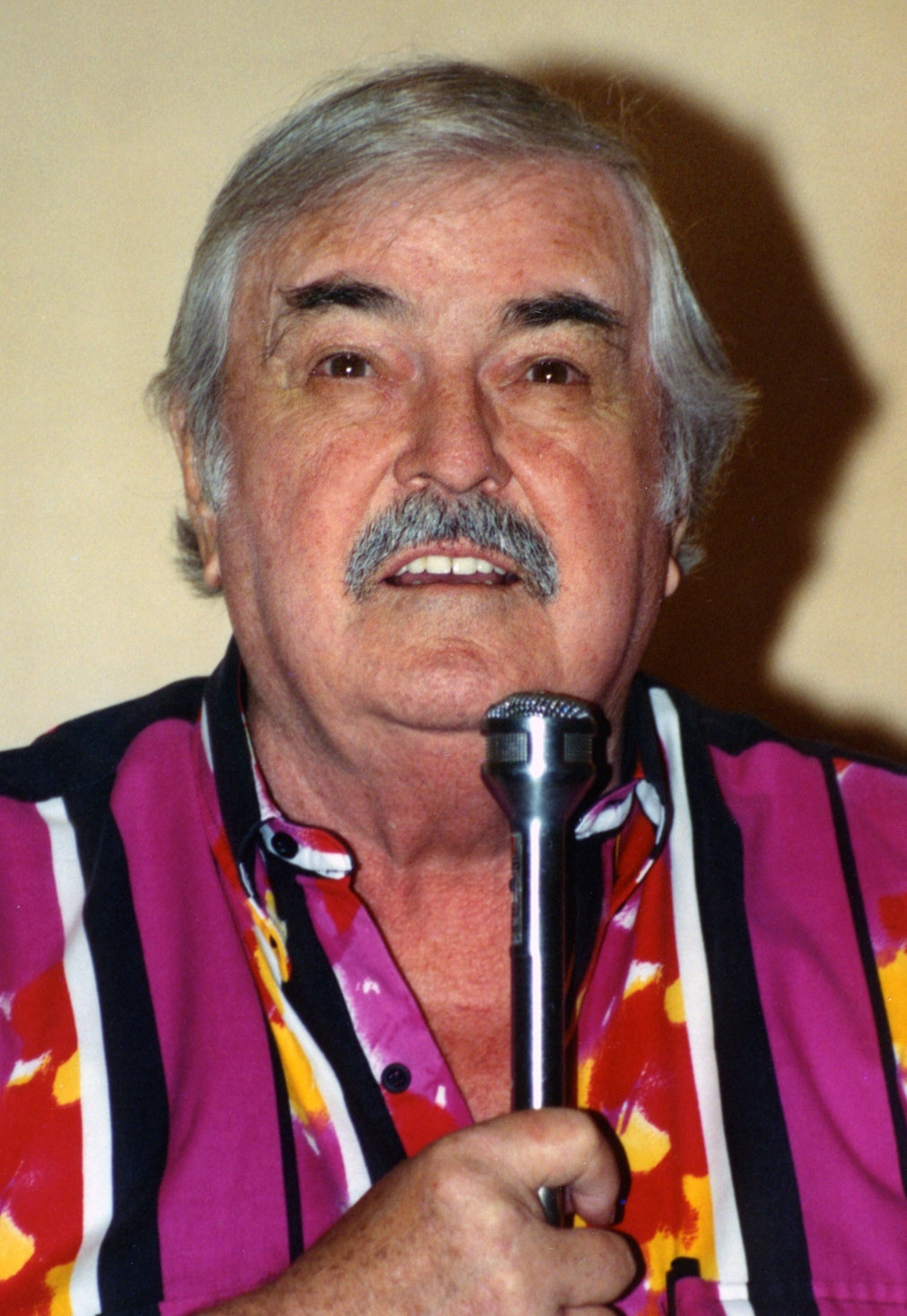
James Doohan (1920–2005)

- Doohan, Mick (* 1965), australischer Motorradrennfahrer
- Doohan, Peter (1961–2017), australischer Tennisspieler
- Doohan, Ross (* 1998), schottischer Fußballspieler
- Dooher, John Anthony (* 1943), US-amerikanischer Geistlicher, emeritierter römisch-katholischer Weihbischof in Boston

### Dook
- Dookhan, Annie (* 1977), US-amerikanische Chemikerin
- Dookun-Luchoomun, Leela Devi, mauritische Politikerin

### Dool
- Dool, Henk van den (* 1961), niederländischer Diplomat
- Doolaard, A. den (1901–1994), niederländischer Schriftsteller
- Doolan, Kris (* 1986), schottischer Fußballspieler
- Doolan, Luke (* 1979), australischer Filmproduzent, -produzent und -editor
- Doolas, Angel (* 1978), jamaikanischer Reggae- und Dancehall-Musiker
- Dooley, Blind Simmie (1881–1961), US-amerikanischer Blues-Sänger und Gitarrist
- Dooley, Cal (* 1954), US-amerikanischer Politiker
- Dooley, Derek (1929–2008), englischer Fußballspieler, -trainer und -funktionär
- Dooley, Edwin B. (1905–1982), US-amerikanischer Politiker
- Dooley, Frank (1929–2022), US-amerikanischer Schwimmer
- Dooley, James (1877–1950), australischer Politiker, Premier und Sprecher der Legislativversammlung von New South Wales
- Dooley, James (* 1976), US-amerikanischer Filmmusik-Komponist
- Dooley, John Jarlath (1906–1997), irischer Ordensgeistlicher, Kurienerzbischof der römisch-katholischen Kirche
- Dooley, Michael Joseph (* 1961), neuseeländischer Geistlicher, römisch-katholischer Bischof von Dunedin
- Dooley, Patrick (1910–1982), irischer Politiker
- Dooley, Paul (* 1928), US-amerikanischer Schauspieler und SynchronsprecherPaul Dooley (* 1928)

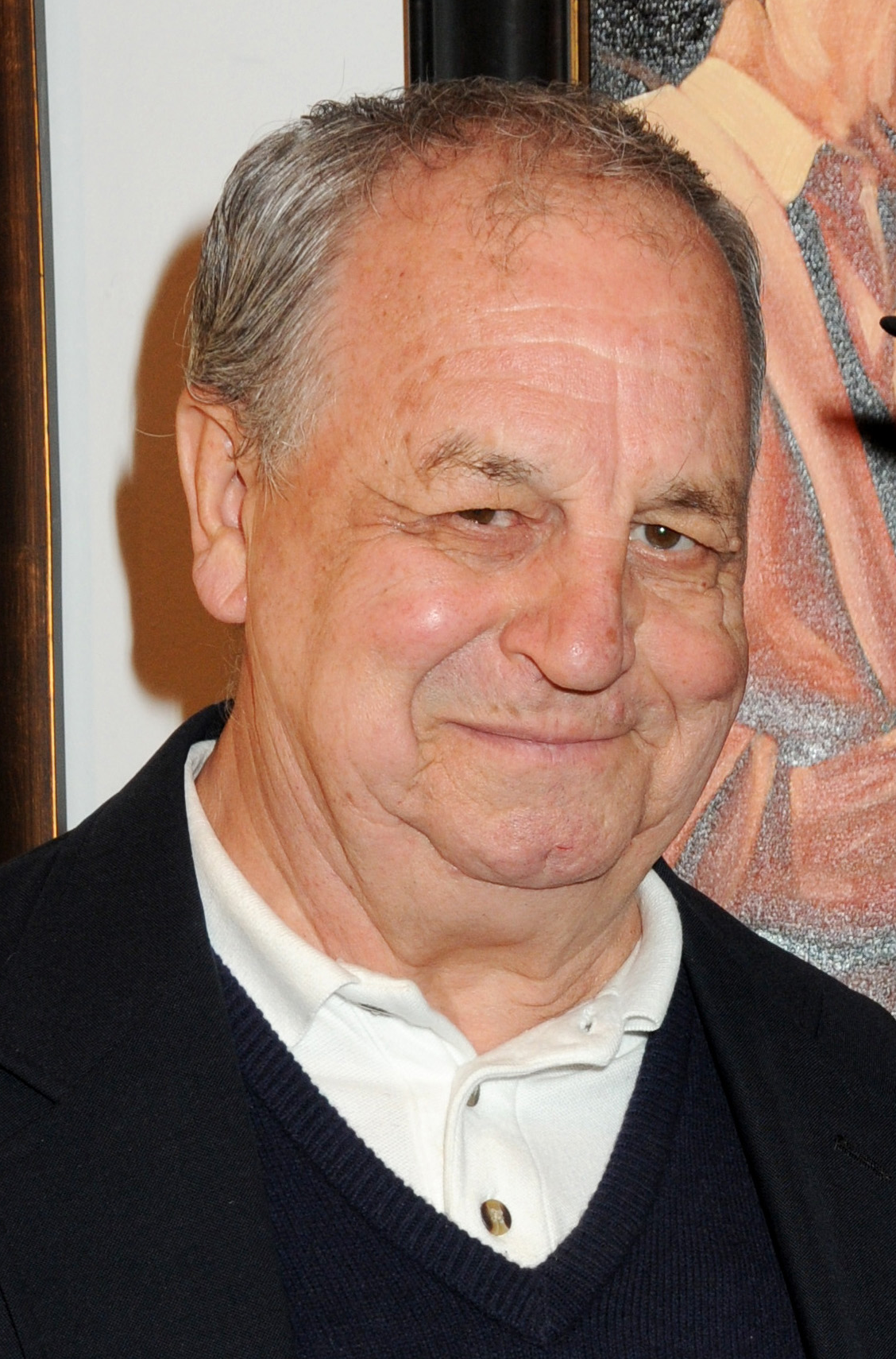
Paul Dooley (* 1928)

- Dooley, Phil, US-amerikanischer Jazzmusiker und Songwriter, auch Musikkomiker
- Dooley, Sean (* 1985), kanadisch-irischer Eishockeyspieler
- Dooley, Shaun (* 1974), britischer Schauspieler
- Dooley, Tanya (* 1972), US-amerikanische Leichtathletin
- Dooley, Taylor (* 1993), US-amerikanische Schauspielerin
- Dooley, Thomas (* 1961), deutsch-US-amerikanischer Fußballspieler und -trainer
- Dooley, Thomas Anthony III (1927–1961), amerikanischer Arzt
- Dooley, Timmy (* 1969), irischer Politiker (Fianna Fáil)
- Dooley, Tom (* 1945), US-amerikanischer Geher
- Dooley, Tracy (* 1969), US-amerikanische Crosslauf-Sommerbiathletin
- Dooley, William (1932–2019), US-amerikanischer Opernsänger (Bassbariton)
- Dooling, Brendan (* 1990), US-amerikanischer Schauspieler
- Dooling, Keyon (* 1980), US-amerikanischer Basketballspieler
- Dooling, Peter J. (1857–1931), US-amerikanischer Politiker
- Dooling, Richard (* 1954), US-amerikanischer Schriftsteller
- Doolittle, Dudley (1881–1957), US-amerikanischer Politiker
- Doolittle, Eliza (* 1988), britische Singer-Songwriterin und Kinderdarstellerin
- Doolittle, James Harold (1896–1993), US-amerikanischer GeneralJames Harold Doolittle (1896–1993)

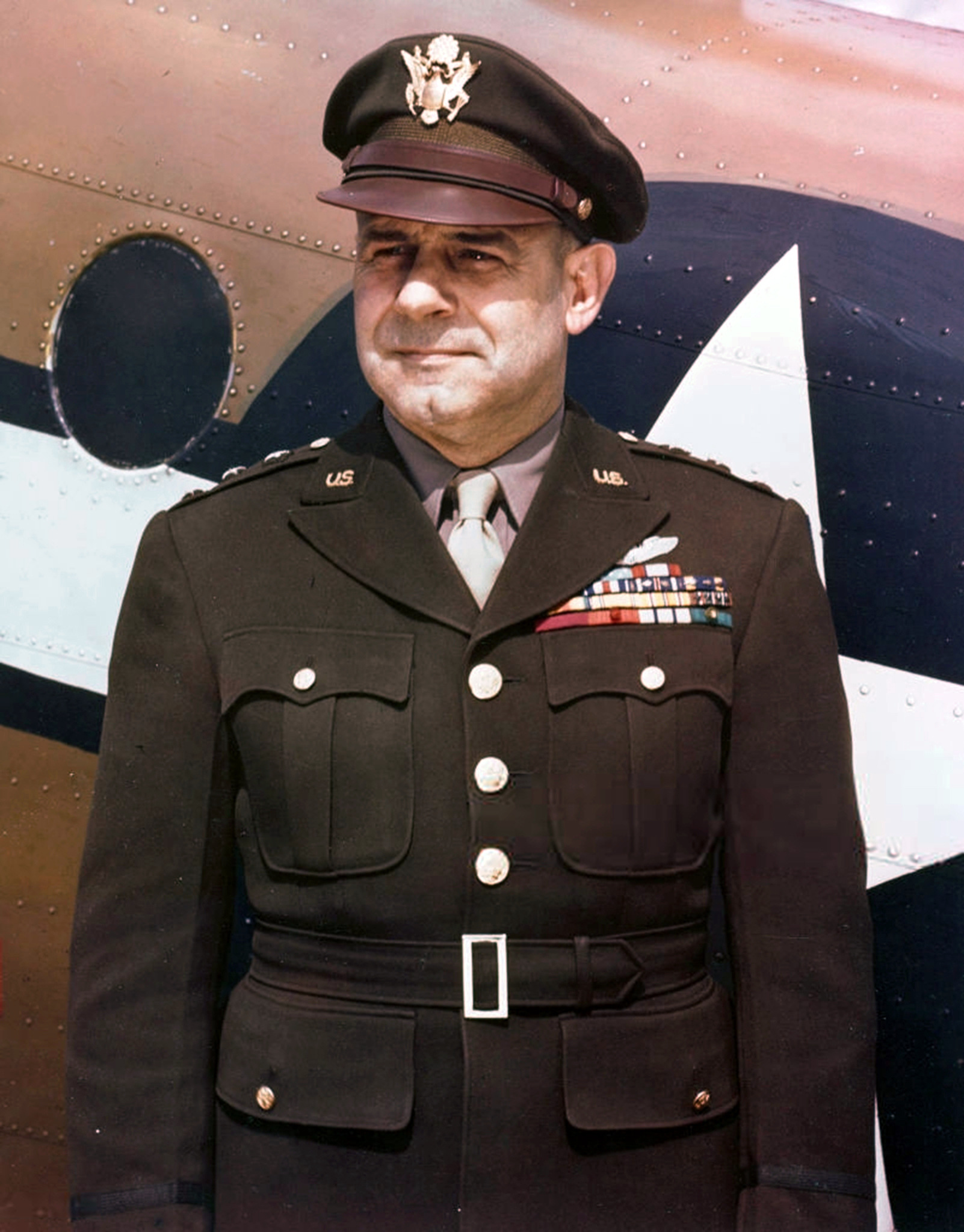
James Harold Doolittle (1896–1993)

- Doolittle, James Rood (1815–1897), US-amerikanischer Politiker (Republikanische Partei)
- Doolittle, John (* 1950), US-amerikanischer Politiker
- Doolittle, Perry (1861–1933), kanadischer Arzt, Erfinder, Radrennfahrer und Automobilist
- Doolittle, Russell F. (1931–2019), US-amerikanischer Biochemiker
- Doolittle, W. Ford (* 1941), US-amerikanischer Biochemiker
- Doolittle, William H. (1848–1914), US-amerikanischer Politiker

### Doom
- Doom, Alexander (* 1997), belgischer Sprinter
- Doom, Daniel (1934–2020), belgischer Radrennfahrer
- Doom, Omar (* 1976), US-amerikanischer Schauspieler und Musiker
- Doomer, Herman († 1650), deutsch-niederländischer Möbeltischler
- Doomer, Lambert (1624–1700), niederländischer Maler

### Doon
- Doonan, Gia (* 1994), US-amerikanische Ruderin
- Doonan, Simon (* 1952), britischer Modedesigner, Autor und Fernsehmoderator
- Doonican, Val (1927–2015), irischer Sänger und Entertainer

### Doop
- Doop, Frits (* 2003), niederländischer Eishockeyspieler

### Door
- Door, Anton (1833–1919), Wiener Konzertpianist
- Door, Carl (* 1860), deutscher Theaterschauspieler und -regisseur
- Door, Daisy (* 1944), deutsche Schlagersängerin
- Doór, Ferenc (1918–2015), ungarischer Maler und Grafiker
- Door, Jenny (* 1879), österreichische Theaterschauspielerin und Sängerin
- Door, Max (1850–1888), deutscher Theaterschauspieler
- Doordt, Jakob van († 1629), Hofmaler
- Dooremalen, Paulien van (* 1985), niederländische Badmintonspielerin
- Dooren, Debby van (* 1986), deutsch-amerikanische Singer-Songwriterin und Voice-Over-Sprecherin
- Dooren, Maria Catharina van († 1832), niederländische Stifterin
- Doorman, Jetze (1881–1931), niederländischer Fechter
- Doorman, Karel (1889–1942), niederländischer KonteradmiralKarel Doorman (1889–1942)

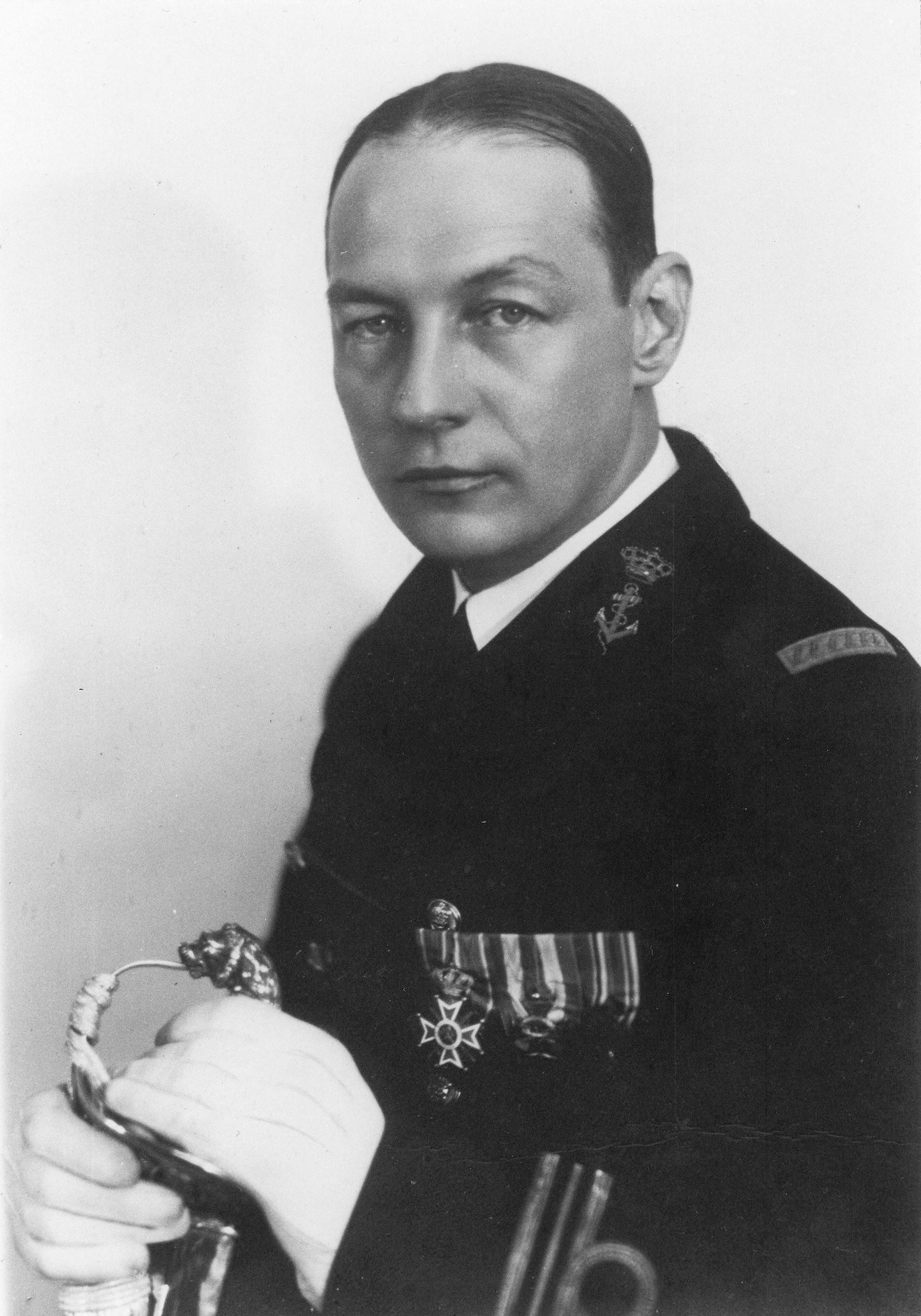
Karel Doorman (1889–1942)

- Doorman, Lide (1872–1954), niederländische Malerin
- Doormann, Frans (1709–1784), Hamburger Kaufmann, Senator und Bürgermeister
- Doormann, Hermann (1752–1820), deutscher Ratssyndicus und Diplomat
- Doormann, Karl (* 1858), deutscher Lehrer und Politiker (FVP, FVp), MdR
- Doormann, Ludwig (1901–1992), deutscher Kirchenmusiker
- Doorn, Annita van (* 1983), niederländische Shorttrackerin
- Doorn, Arnoud van (* 1966), niederländischer Politiker
- Doorn, Bert (* 1949), niederländischer Politiker (CDA), MdEP
- Doorn, Cornelis Johannes van (1837–1906), niederländischer Wasserbauingenieur
- Doorn, Gert-Jan van (* 1999), niederländischer Ruderer
- Doorn, Harry van (1915–1992), niederländischer Jurist und Politiker (KVP, PPR, PvdA)
- Doorn, J. A. A. van (1925–2008), niederländischer Soziologe, Historiker und Kolumnist
- Doorn, Lisa (* 2000), niederländische Fußballspielerin
- Doorn, Marieke van (* 1960), niederländische Hockeyspielerin
- Doorn, Peter van (* 1946), niederländischer Radrennfahrer
- Doorn, Sander van (* 1979), niederländischer DJ und Produzent
- Doorn, Tinus van (1905–1940), niederländischer Maler, Zeichner und Grafiker
- Doornbos, Rob (* 1985), niederländischer Theaterpädagoge, Regisseur und Kulturvermittler
- Doornbos, Robert (* 1981), niederländischer Formel-1-Rennfahrer
- Doorne, Hub van (1900–1979), niederländischer Unternehmer und Erfinder der Variomatic
- Doornekamp, Aaron (* 1985), kanadisch-niederländischer Basketballspieler
- Doornekamp, Nate (* 1982), kanadischer Basketballspieler
- Doornewaard, Joanne (* 1960), niederländische Diplomatin
- Doornink, Dan (* 1956), US-amerikanischer Footballspieler
- Doornkaat Koolman, Jan ten (1773–1851), deutscher Unternehmer
- Doornkaat, Kriso ten (* 1960), deutsche Malerin, Grafikerin und Skulptoristin
- Doorsoun, Sara (* 1991), deutsche FußballspielerinSara Doorsoun (* 1991)

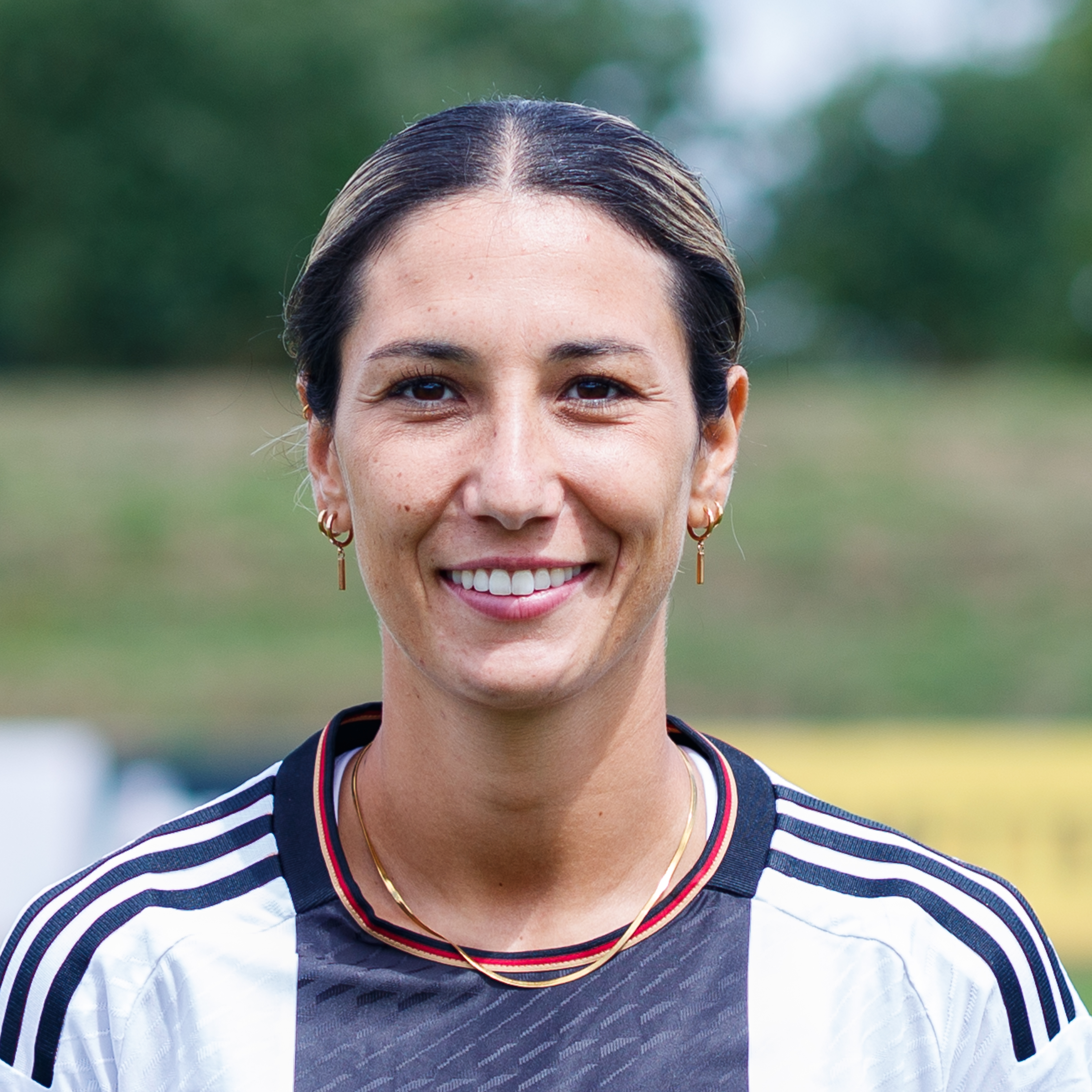
Sara Doorsoun (* 1991)

### Doos
- Doos, Louise (1758–1829), Mäzenin in Wilster
- Doose, Hanna (* 1979), deutsche Regisseurin und Drehbuchautorin
- Doose, Helmuth (* 1947), deutscher Manager, stellvertretender Vorstandsvorsitzender der Techniker-Krankenkasse
- Doose, Hermann (1927–2018), deutscher Neuropädiater

### Doov
- Dooven, Lenny Den (* 2004), deutscher Schauspieler und Kinderdarsteller

### Dooy
- Dooyeweerd, Arnold (* 1946), niederländischer Jazz- und Improvisationsmusiker (Kontrabass)